# Přemysl Šámal
Přemysl Šámal ps. „Oráč” (ur. 4 października 1867 w Pradze, zm. 9 marca 1941 w Berlinie) – czeski prawnik i polityk, burmistrz Pragi w latach 1918−1919, szef kancelarii prezydenta Czechosłowacji w latach 1919−1938, poseł do Rewolucyjnego Zgromadzenia Ludowego

## Życiorys
Jego ojciec był radnym miejskim Pragi.
Ukończył studia prawnicze na Uniwersytecie Karola. Odbył praktykę w kancelarii swojego dziadka i następnie pracował jako prawnik w Nowym Mieście. Jednocześnie pracował też w Muzeum Narodowym w Pradze i Macierzy Czeskiej. Działał w Czeskiej Partii Postępowej, a od 1914 był przewodniczącym tej partii.
Po wybuchu I wojny światowej był współzałożycielem czeskiego ruchu oporu Maffia, a po emigracji Edvarda Beneša w 1915 kierował tą organizacją. W 1918 związał się z Czechosłowacką Narodową Demokracją. Po utworzeniu Czechosłowacji w 1918 został wybrany burmistrzem Pragi, jednocześnie był też posłem do Rewolucyjnego Zgromadzenia Ludowego.
W 1919 został szefem Kancelarii Prezydenta Republiki i pełnił tę funkcję do 1938. Po wybuchu II wojny światowej kierował organizacją ruchu oporu Centrum Polityczne, używał wtedy pseudonimu „Oráč”. Na przełomie 1939 i 1940 roku został aresztowany przez Gestapo. W maju 1940 trafił do więzienia w dzielnicy Moabit w Berlinie. Z więzienia został zwolniony w stanie krytycznym w marcu 1941 i zmarł w szpitalu 9 marca 1941 roku.

## Odznaczenia
W 1992 roku został pośmiertnie odznaczony Orderem Tomáša Garrigue Masaryka I klasy.

## Życie prywatne
Miał żonę Pavlę (siostrzenicę Vladimíra Srba), syna i dwójkę wnuków. Jego żona trafiła do Auschwitz-Birkenau. Jego syn, Jaromir (profesor Politechniki Czeskiej) został rozstrzelany w ramach represji po zamachu na Reinharda Heydricha w 1942, a dwoje wnuków zostało odebranych rodzicom i trafiło do niemieckich rodzin.